# Decreettijd
Decreettijd (Russisch: декретное время, dekretnoje vremja) verwijst naar de veranderingen die werden doorgevoerd in het tijdsysteem van de Sovjet-Unie door een decreet van de Raad van Volkscommissarissen op 16 juni 1930. Dit decreet eiste dat alle klokken in alle tijdzones in de Sovjet-Unie een uur vooruit moesten worden gezet, waardoor ze een uur voorliepen op de standaardtijd.
Tot 1917 kende Rusland geen zomertijd. Nadat de Voorlopige Regering deze op 1 juli 1917 had ingesteld om het tijdsysteem gelijk te trekken met Europa, door alle klokken in alle elf tijdzones een uur vooruit te zetten, zetten de communisten een half jaar later alle klokken weer een uur terug (wintertijd). Dit systeem bleef in gebruik totdat Jozef Stalin besloot dat de klokken niet meer teruggezet mochten worden, in de hoop dat dit de arbeidsproductiviteit wat zou verhogen.
De decreettijd bleef daarop lange tijd ongewijzigd in gebruik. In 1981 werd de zomertijd opnieuw ingesteld en tussen 1982 en 1986 werd de decreettijd langzamerhand afgeschaft in 30 oblasten en autonome republieken van de Russische SFSR. In 1990 werd de decreettijd ook afgeschaft in de Azerbeidzjaanse SSR, Georgische SSR, Moldavische SSR en de Oekraïense SSR, gevolgd door de rest van de Sovjet-Unie in maart 1991, acht maanden voor het uiteenvallen van de Sovjet-Unie.
Op 23 oktober 1991 liet de Opperste Sovjet van de Russische SFSR de decreettijd echter opnieuw invoeren in deze SSR. Op 19 januari 1992 werd de decreettijd daarop opnieuw ingevoerd in Rusland, behalve in de volgende deelgebieden:
- oblast Astrachan
- oblast Kirov
- oblast Novosibirsk
- Oedmoertië
- oblast Samara
- oblast Saratov
- oblast Wolgograd

Door de decreettijd en de zomertijd lopen de klokken in Rusland in de zomer twee uur voor op de werkelijke standaardtijd die geldt in elke tijdzone.